# Sattelseife
Sattelseife ist ein Reinigungsmittel für Leder, früher vor allem für Sattelleder.
Ursprünglich wurden naturreine Seifen verwendet, die aus pflanzlichen Ölen oder Fetten gesotten wurden. Zusätze wie Bienenwachs oder Carnaubawachs sollen das Leder schützen. Heute wird die normalerweise alkalische Seife nicht mehr empfohlen, da moderne Gerbprozesse im sauren Bereich stattfinden. Zudem können die zurückbleibenden Fettsäuren der Seifen langfristig zum Fettfraß führen. Alternativ werden daher langkettige Alkohole oder nicht ionische Tenside verwendet.

## Anwendung
Die Sattelseife wird mit einem feuchten Schwamm auf das Leder aufgetragen. Mit dem entstandenen Schaum werden die verschmutzten Oberflächen abgewischt. Danach müssen sie kurzzeitig trocknen und im Anschluss eventuell trocken nachgerieben werden. Anschließend empfiehlt sich die gelegentliche Auffrischung mit Lederfett.